# Xenoposeidon

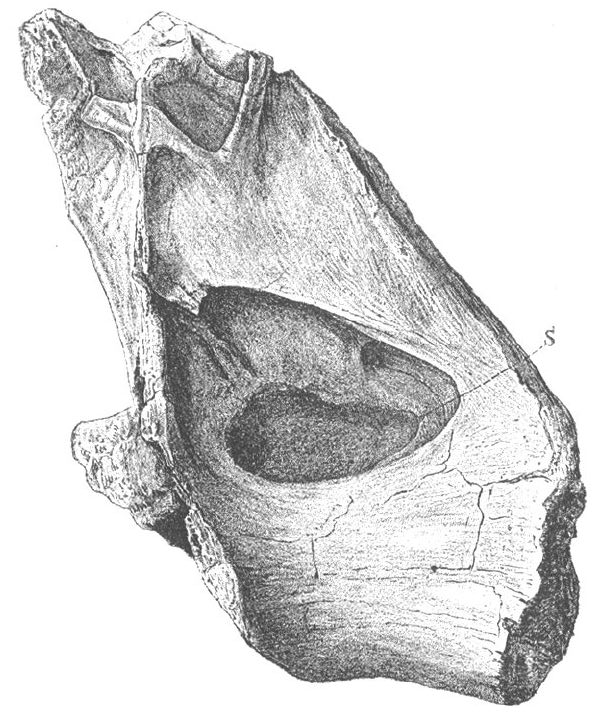
Het holotype van Xenoposeidon met links de voorkant van de wervel

Xenoposeidon proneneukos is een sauropode dinosauriër uit de groep van de Neosauropoda, die tijdens het Vroege Krijt voorkwam in het gebied van het huidige Engeland.

## Vondst en naamgeving
In de negentiende eeuw verwierf de verzamelaar Philip James Rufford van commerciële fossielenjagers een wervel van een sauropode. De vindplaats was vermoedelijk Ecclesbourne Glen, aan de kust van East Sussex. Zijn verzameling werd uiteindelijk overgenomen door het British Museum (Natural History). In 1893 beschreef Richard Lydekker het stuk toen hij een catalogus van alle fossielen van het museum publiceerde. Lydekker gaf het fossiel geen eigen naam maar wees het toe aan de eerder door hem benoemde soort Morosaurus brevis. Het werd daarna in de literatuur volledig verwaarloosd en in januari 2006 bij toeval "herontdekt" door Michael P. Taylor in de opslagkasten van het Natural History Museum, de opvolger van het oude BMNH. Hij concludeerde dat de wervel niet was toe te schrijven aan een al bekende soort. Taylor is als associate researcher verbonden aan de Universiteit van Portsmouth en het fossiel werd in de pers al gauw "Pompeysaurus" genoemd, naar Pompey, de bijnaam van Portsmouth.

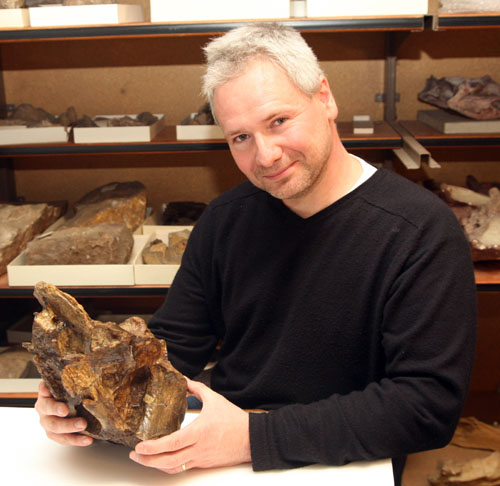
Taylor met het holotype

De typesoort Xenoposeidon proneneukos werd in 2007 benoemd en beschreven door Taylor en diens vriend de Britse paleontoloog Darren Naish. De geslachtsnaam combineert het Griekse woord voor "vreemd", ξένος, xenos, met de naam van de god Poseidon, naar analogie met het geslacht Sauroposeidon. De beschrijvers gaven aan te voelen dat het achtervoegsel "~poseidon" min of meer de betekenis van "sauropode" heeft gekregen, net zoals "raptor" tegenwoordig staat voor "kleine roofsauriër". Poseidon is de Griekse god van de aardbevingen, een verwijzing naar het gestamp dat sauropoden veroorzaakt zouden hebben toen ze liepen — in feite zal dit erg zijn meegevallen. Het "xenos" verwijst naar het feit dat de soort nogal afwijkend is van vormen die in dezelfde tijdshorizon in Engeland zijn aangetroffen en de wervel vele unieke eigenschappen bezit. De soortaanduiding betekent "naar voren toe hellend oplopend" of "naar voren buigend", vanuit het Grieks προνεύω, een verwijzing naar de vorm van het fossiel, waarvan het doornuitsteeksel kennelijk naar voren helt in plaats van naar achteren zoals meestal het geval is.
Het fossiel, holotype BMNH R2095, is vermoedelijk afkomstig uit een formatie van de Hastings Beds Group. De formatie is gevormd op de grens van het Berriasien - Valanginien, ongeveer 140 miljoen jaar geleden. Het bestaat uit een fragment van een enkele achterste ruggenwervel. Het fragment omvat het wervellichaam en de onderste helft van de wervelboog. Het doornuitsteeksel als zodanig is afgebroken en ook de zijuitsteeksels ontbreken evenals de gewrichtsuitsteeksels. Daarnaast is het voorste gewrichtsfacet afgebroken.
In 2012 stelde Michael D'Emic dat Xenoposeidon een nomen dubium was.
In 2017 beschreef Taylor het stuk opnieuw en kwam tot een fundamenteel afwijkende interpretatie van de bouw ervan.

## Beschrijving

### Grootte en onderscheidende kenmerken
Het wervelfragment is ongeveer dertig centimeter hoog en, in de lengterichting van de ruggengraat gemeten, negentien centimeter lang. Gezien de schamelheid van het enige restant is weinig over de precieze kenmerken van Xenoposeidon te zeggen, hoewel de beschrijvers speculeerden dat die, gezien de vreemde vorm van de wervel, ook wel in het geheel nogal afwijkend zouden kunnen zijn. Men kan alleen een ruwe schatting geven van de grootte van het dier; de wervel behoorde vermoedelijk aan een volwassen exemplaar. Die schatting valt anders uit al naargelang de groep waaraan men Xenoposeidon het nauwst verwant acht. Stond hij dicht bij de Brachiosauridae dan had hij een lengte van ongeveer vijftien meter en een gewicht van 7,6 ton. Had hij een vorm als die van de Diplodocidae, dan was hij langer, zo'n twintig meter, maar ook een stuk lichter: 2,8 ton. In beide gevallen gaat het om een vrij kleine sauropode. Taylor schatte in 2017 dat Xenoposeidon 24% langer was dan Rebbachisaurus wat een lengte van zo'n vijftien meter bevestigt.

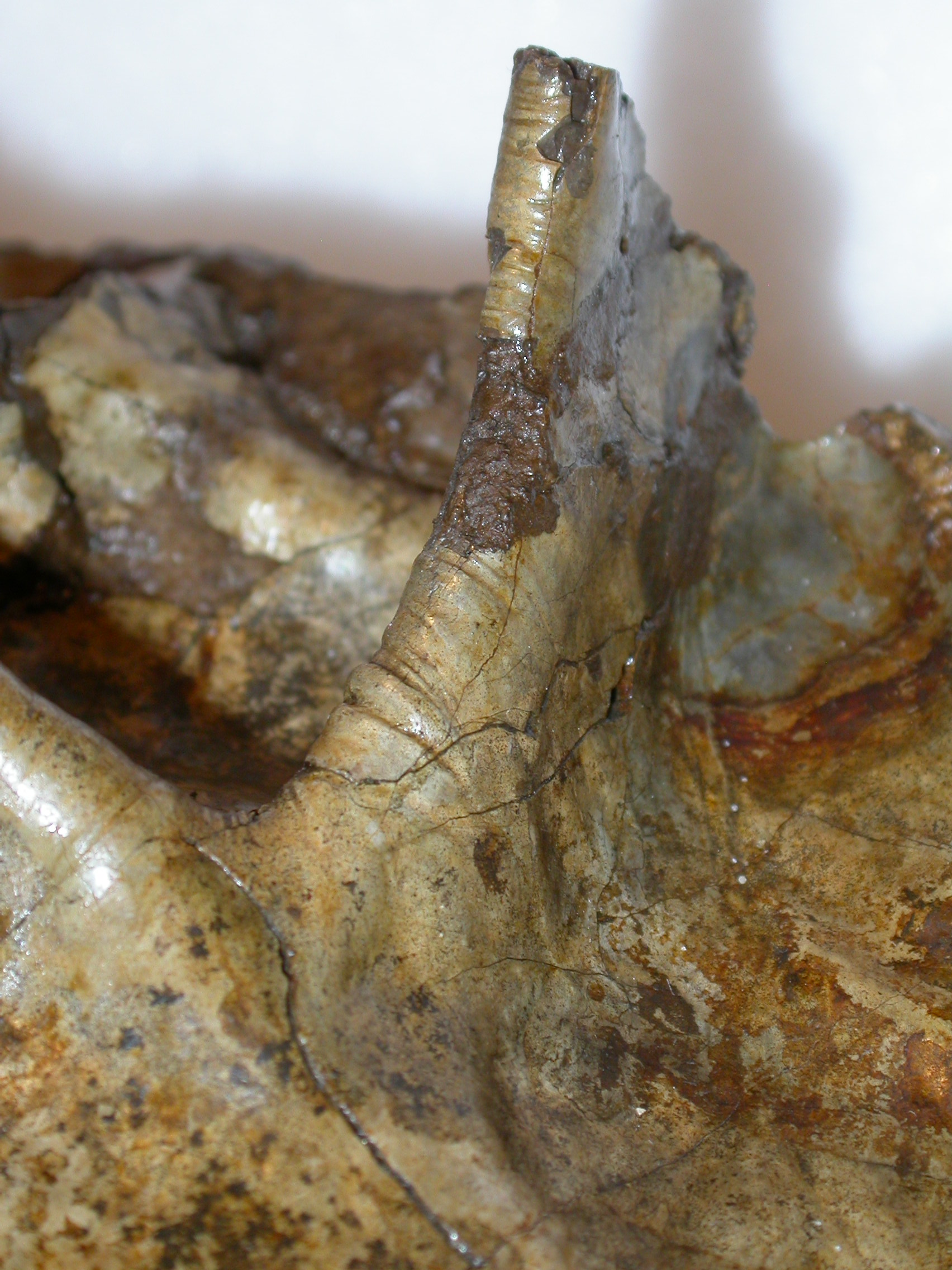
De kruising tussen, volgens Taylor in 2015, de CPRL (lamina centropraezygapophysealis) links en de CPOL (lamina centropostzygapophysealis) rechts

Xenoposeidon toont vele sterk afwijkende autapomorfieën: kenmerken die alleen in dit taxon worden aangetroffen. Wat als onderscheidende kenmerken mag gelden hangt af van de plaats die men Xenoposeidon in de evolutionaire stamboom laat innemen, een vraagstuk waar de studies van 2007 en 2017 een heel ander antwoord op geven.
Volgens het artikel uit 2017 waren er vijf autapomorfieën. De wervelboog bedekt het hele bovenvlak van het wervellichaam en de achterrand ervan loopt zonder onderbreking over in het achterste gewrichtsfacet. De wervelboog helt 35° naar voren gebogen, de reden voor de soortaanduiding. De wervelboog heeft een grote platte zone op het zijvlak, zonder enige richel of uitholling. Tussen de richels die van het wervellichaam naar de voorste gewrichtsuitsteeksels lopen, de laminae centroprezygapophyseales, bevindt zich een zeer grote druppelvormige uitholling. Twee gepaarde extra richels vormen een overkapping van deze fossa centroprezygapophysealis.

### De wervel

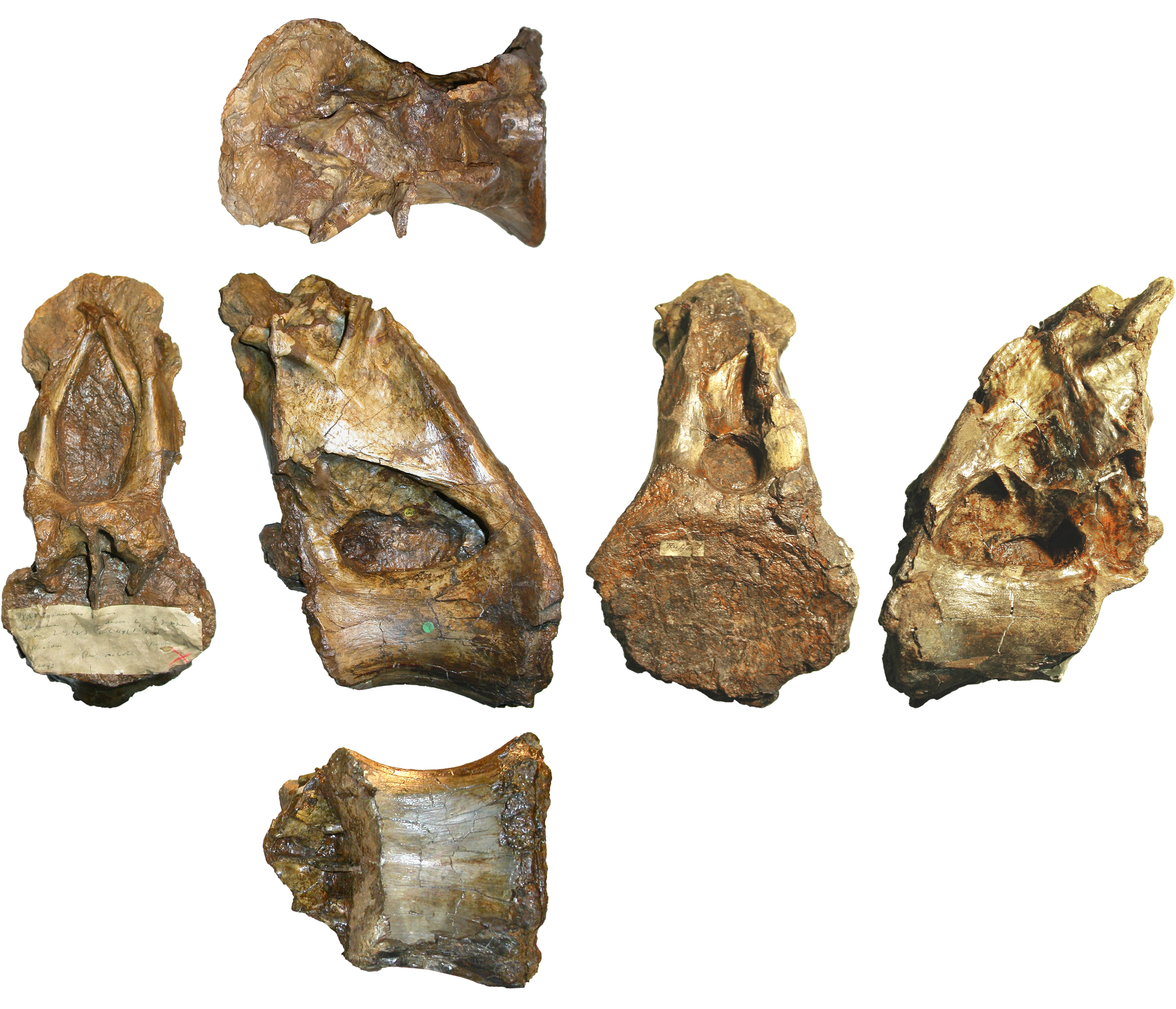
De wervel in zes aanzichten

De vele beschadigingen maken een correcte interpretatie van de wervel lastig. Dat de wervelboog afwijkend direct boven een van de randen eindigt, kan betekenen dat ook daar een gewrichtsfacet afgebroken is; D'Emic stelde dat er in ieder geval van schade sprake was. De beschrijvers identificeerden het zichtbare holle vlak echter als de normaliter holle achterkant van het wervellichaam. Vanuit deze vooronderstelling helt de wervelboog afwijkend naar voren.
In 2017 werd de hele interpretatie van de zijkant van de wervelboog herzien. De zijkant toont een patroon van richels. Zulke richels worden benoemd naar de uitsteeksels waarheen ze lopen. Dat die alle zijn afgebroken, bemoeilijkt een identificatie. Het patroon is M-vormig. De voorste verticale richel kruist de voorste, schuin oplopende, kleinere richel. Het kruisingsvlak is iets verheven wat de beschrijvers in 2007 ertoe bracht het foutief aan te zien voor de parapofyse, het facet voor het bovenste ribgewricht, hoewel er helemaal geen echt facet te zien was. Dat zou het verlengde naar voren van de schuine richel de PRPL maken, de lamina praezygoparapophysealis die tussen de parapofyse en het voorste gewrichtsuitsteeksel loopt. De voortzetting van de verticale richel wordt zo de PPDL, de lamina paradiapophysealis die tussen de parapofyse en het zijuitsteeksel, de diapofyse, loopt. Beide schuine richels en de verticale achterste richel zouden alle nieuwvormingen zijn, extra richels.
Een vergelijking met een wervel van Rebbachisaurus leidde tot heel andere identificaties. De vermeende parapofyse bleek de kruising te zijn tussen de verticale ACPL, de lamina centroparapophysealis anterior die van het wervellichaam naar de echte parapofyse oploopt, en de CPRL, de lamina centroprezygapophysealis. Dat betekent ook dat de parapofyse veel hoger moet hebben gelegen dan eerst aangenomen. De tweede naar achteren oplopende schuine richel is dan de gebruikelijke CPOL, de lamina centropostzygapophysealis die tussen het wervellichaam en het achterste gewrichtsuitsteeksel loopt. De achterste verticale richel wordt de normale PCDL, de lamina centrodiapophysealis posterior, de achterste richel die van het wervellichaam naar het zijuitsteeksel loopt. Een hoge parapofyse zou de rib naar voren hebben doen steken en duidt op een positie vlak vóór het bekken. In dat geval is de relatieve langgerektheid van het wervellichaam echter eigenaardig.
Het ruggenmergkanaal was volgens de beschrijving uit 2007 asymmetrisch want van achteren veel nauwer van voren. Het beschrijvende artikel besteed veel aandacht aan de vraag of dit het gevolg kan zijn geweest van een latere vervorming van het fossiel, een aangeboren afwijking of een tijdens het leven opgelopen ziekte; deze mogelijkheden werden als minder waarschijnlijk beschouwd dan de hypothese dat dit de normale eigenschappen van de soort waren. In 2012 begreep D'Emic dat de fossa centroprezygapophysealis aangezien was voor de voorste opening van het ruggenmergkanaal, wat Taylor in 2017 erkende. De wervel is als geheel sterk asymmetrisch, wat toegeschreven werd aan een ongelijke pneumatisering. De wervel heeft, een basaal kenmerk, grote luchtkamers in plaats van kleine kamertjes en grote pleurocoelen.

## Fylogenie
De beschrijvers concludeerden dat als men een kwalitatieve vergelijkende analyse toepast de morfologie nog het meest overeen blijkt te komen met die van de Brachiosauridae, zij het met vele afwijkingen. Ze voerden ook een kwantitatieve cladistische analyse uit, die als uitkomst had dat Xenoposeidon erg moeilijk een stabiele plaats te geven was maar in ieder geval tot de Neosauropoda behoorde. Veel verwarring werd geschapen door de inschatting dat het genus bij toepassing van de traditionele taxonomie aan een aparte familie zou zijn toegewezen en dus ook als een lid van een nieuwe 'familie' (tussen relativerende aanhalingstekens) kan worden beschouwd. In feite hebben de beschrijvers, als aanhangers van de cladistische methode die dat soort taxonomische rangen verwerpt, het geslacht niet bij een familie ondergebracht.
In 2015 herzag Taylor in een blog een deel van zijn interpretatie van het fossiel en stelde dat het een lid zou kunnen zijn geweest van de Rebbachisauridae. Het zou dan de oudste bekende rebbachisauride zijn, tien miljoen jaar ouder dan alle andere bekende leden van die groep, en de enige die benoemd is op basis van materiaal uit het Verenigd Koninkrijk. In 2017 bevestigde hij dit. Uit Engeland zijn nog twee rebbachisauride fossielen gemeld, het schouderblad MIWG 6544 en de staartwervelboog MIWG 5384 maar die stammen uit het Barremien en zijn dus een tien tot vijftien miljoen jaar te jong om tot Xenoposeidon te behoren.